# Hoog Buurlo
Hoog Buurlo is een gehucht in de Nederlandse gemeente Apeldoorn (provincie Gelderland). Het ligt ten westen van Apeldoorn en iets ten oosten van Radio Kootwijk.

## Geschiedenis
Hoog Buurlo is een oude landbouwenclave te midden van bossen en de Hoog Buurlose Heide.
Eeuwenlang werd hier dezelfde vorm van landbouw bedreven, die gezien wordt als een voorbeeld van de potstalcultuur. Akkerbouw, het houden van schapen en het hakken van eikenhout (looizuur uit eikenschors werd gebruikt in de leerlooierij) zorgden voor de nodige inkomsten.

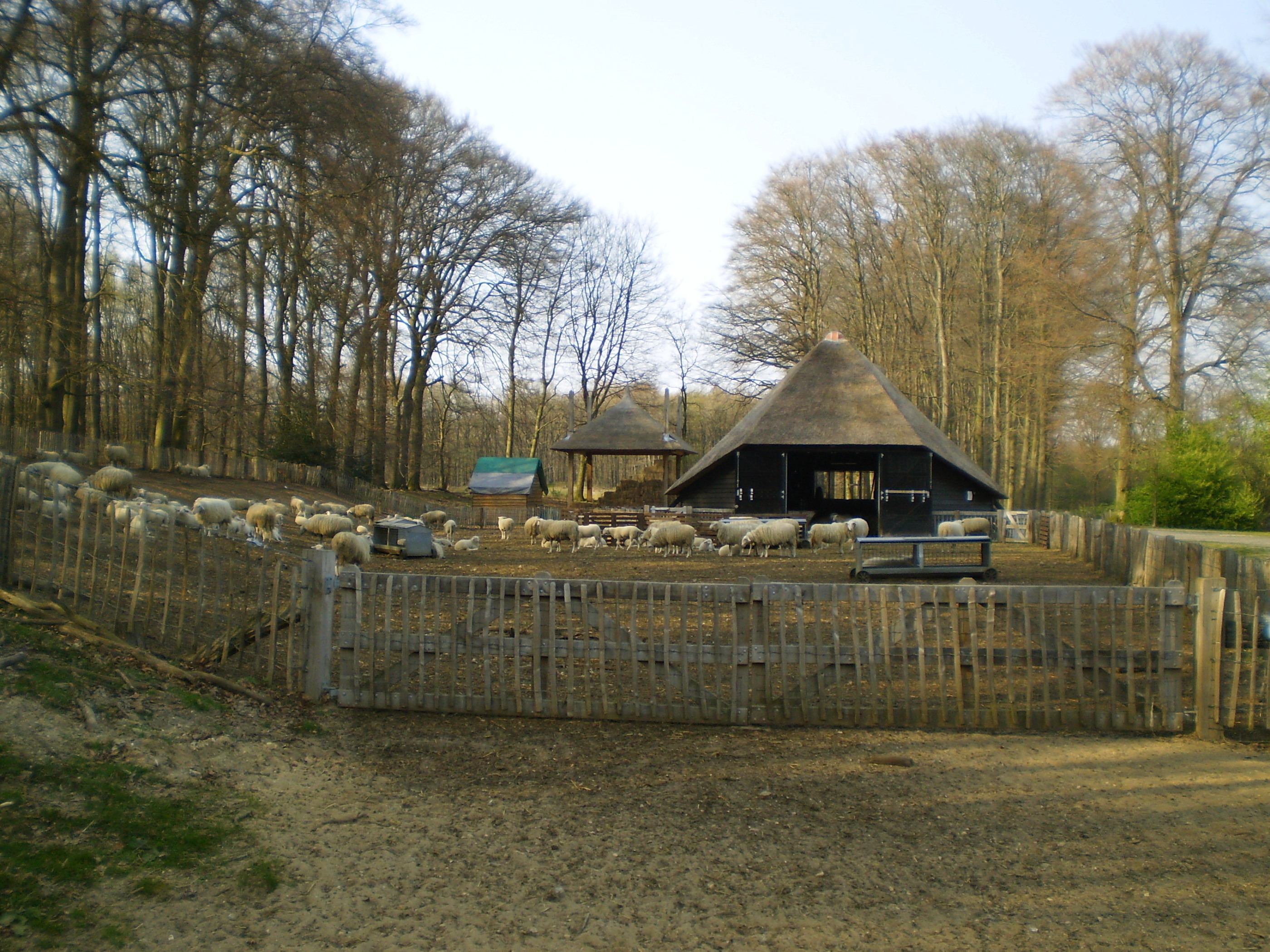
Schaapskooi (2010) te Hoog Buurlo

De akkers en schapendriften komen nog steeds voor. Ook heeft het gebied dat hoog Buurlo wordt genoemd nog dezelfde vorm als drie eeuwen geleden: ruwweg een cirkelvorm, omzoomd door beukenlanen. Recentelijk is gewerkt aan de bouw van een nieuwe schaapskooi. Deze werd in 2009 voltooid. De menselijke bewoning bestaat uit twee voormalige boerderijtjes en drie inwoners. In een van de boerderijen werden tussen 1980 en 2007 orgelconcerten gegeven door de toenmalige bewoner, architect Gert Boon, die de kast van het betreffende orgel had ontworpen. Het orgel kreeg na zijn dood een plaats in het Nationaal Orgelmuseum in Elburg.
Op 26 mei 2025 werd een zeldzaam Romeins legerkamp gevonden bij Hoog Buurlo, dat ongeveer negen hectare groot is. Bij opgraving verschenen een gracht, meerdere ingangen en een 3 meter brede verdedigingswal. Opvallend is dat het kamp buiten veroverd gebied lag, aangezien de Romeinen de Rijn als grens aanhielden.

## Etymologie
De naam (Hoog) Buurlo komt al in de 9e eeuw voor en is een samenstelling van bur (kleine woning) en lo (bos).

## Beheer
Staatsbosbeheer is de huidige beheerder van Hoog Buurlo en probeert de aanwezige cultuurhistorische elementen te versterken en vorm te geven door onder meer oude wildwallen en schapendriften te reconstrueren of te herstellen. Ook wordt gewerkt aan herstel van het eikenhakhout. 

## Recreatie
Er zijn verschillende wandelroutes en rustplaatsen aangelegd, waarmee dagjesmensen naar het gebied worden getrokken. Op 18 juni 2009 werd het gereconstrueerde Hoog Buurlo officieel 'geopend'.

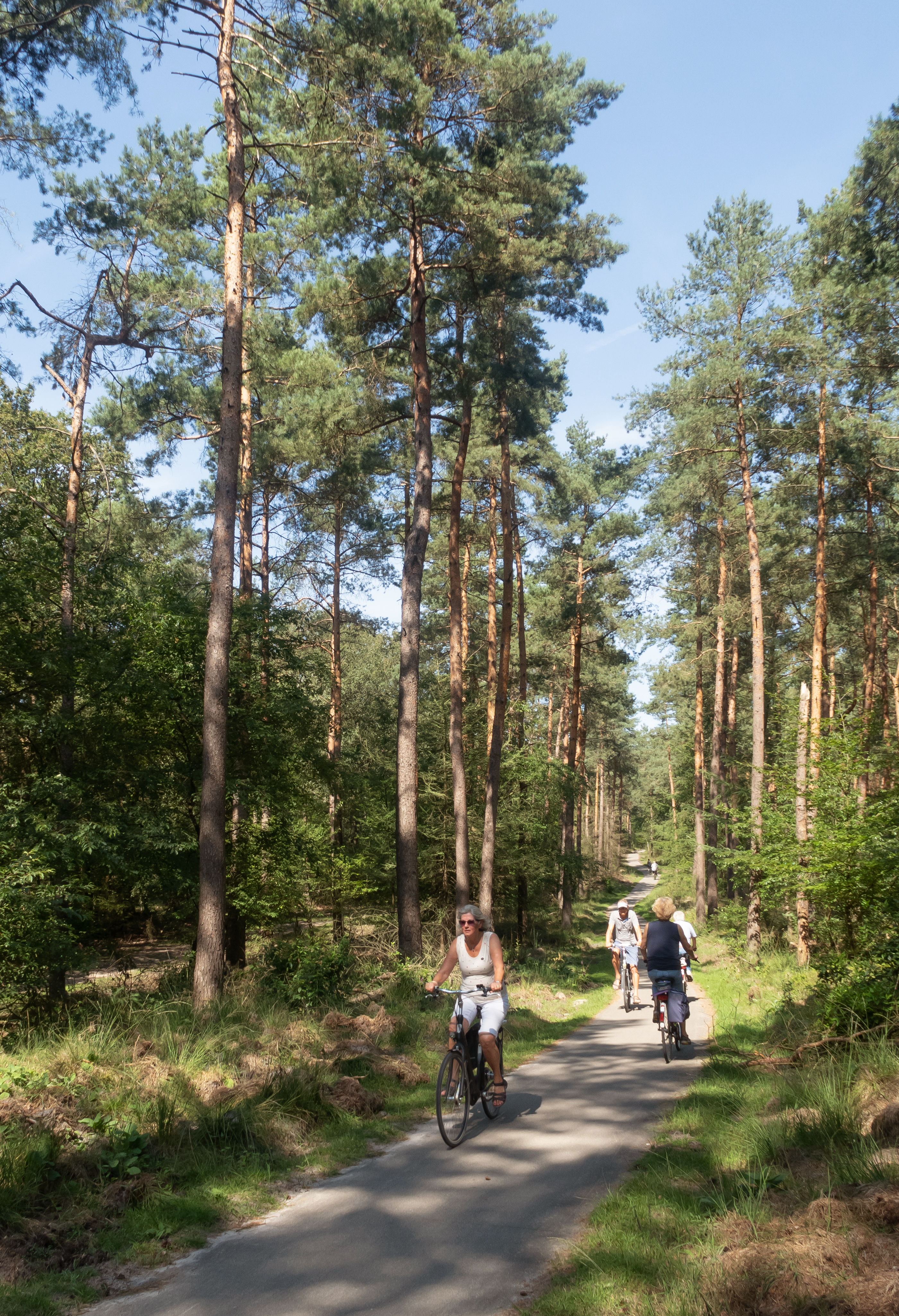
fietsen over het het Dabbelosepad

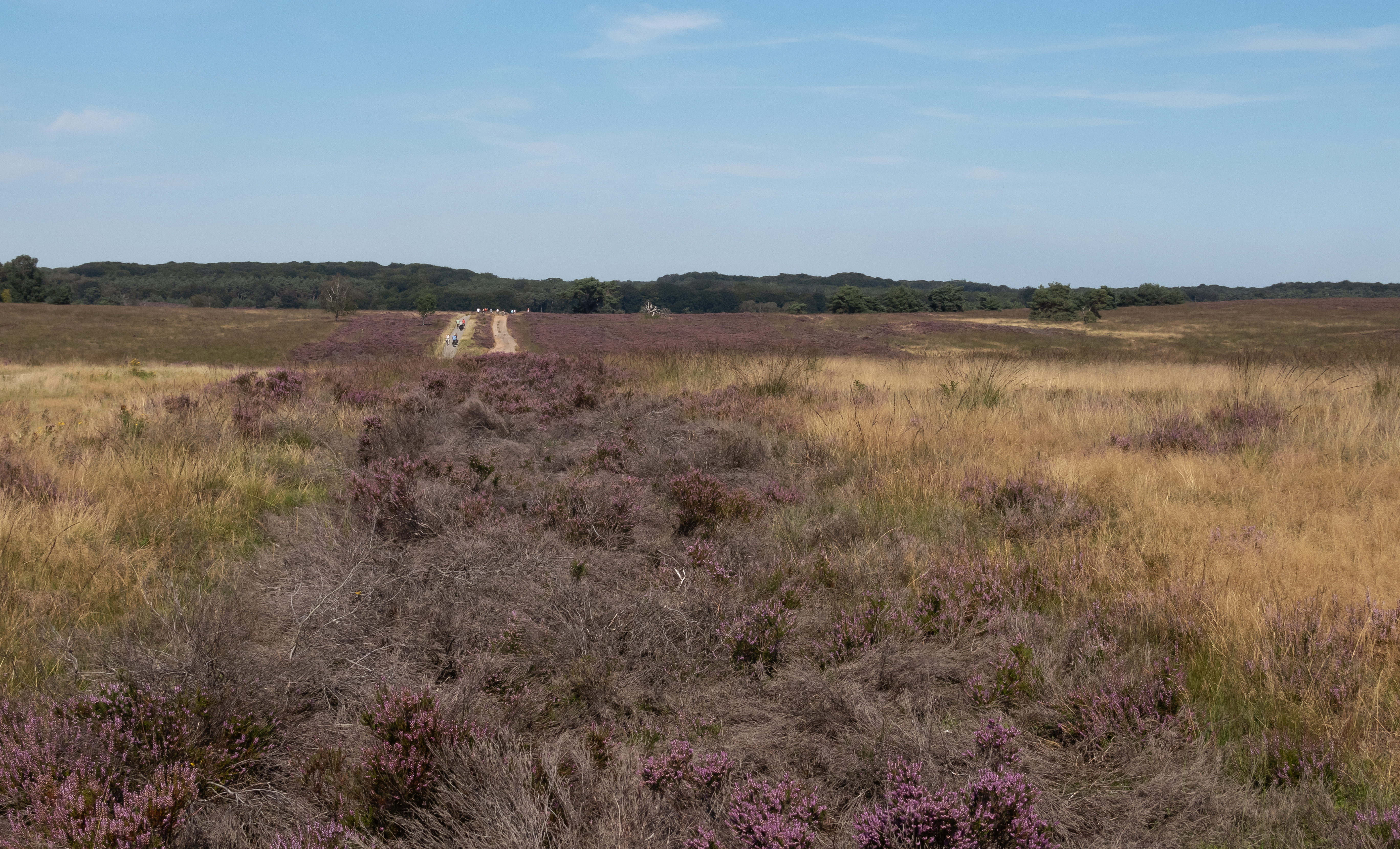
Heide op de Turfbergweg